# Zoug
Pour les articles homonymes, voir Zoug (homonymie).
Zoug (en allemand : Zug) est une ville suisse, chef-lieu du canton de Zoug. Fin 2018, la commune de Zoug compte 30 542 habitants, tandis que son canton en compte 126 837. Sa superficie est de 21,61 km2. La Zytturm, tour de ville surmontée d'une horloge astronomique, est l'emblème de la ville.

## Géographie

### Situation

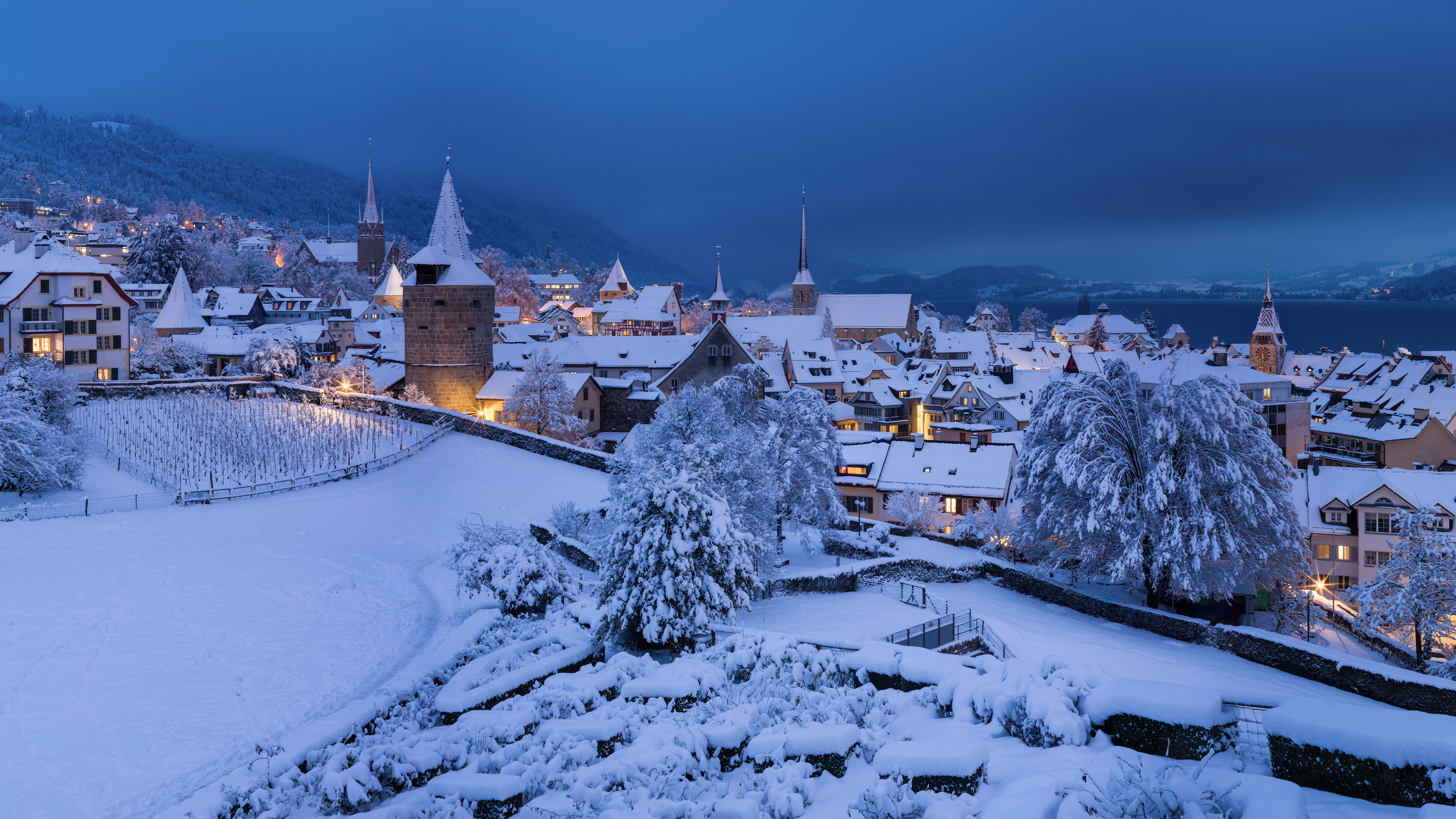
Zoug, panorama. Janvier 2021.

La commune de Zoug s'étend sur 21,61 km2. Lors du relevé de 2013-2018, les surfaces d'habitations et d'infrastructures représentaient 27,7 % de sa superficie, les surfaces agricoles 32,1 %, les surfaces boisées 38,1 % et les surfaces improductives 2,5 %.
Zoug est située au nord-est du lac de Zoug à égale distance de Lucerne et de Zurich. Les communes limitrophes sont Cham, Steinhausen, Baar, Unterägeri et Walchwil.

### Transports
- Transport ferroviaire : gare de Zoug
  - Ligne Zurich-Gothard-Bellinzone
  - Ligne Zurich-Lucerne
- Bus pour Cham, Baar, Oberägeri, Menzingen et Hünenberg

## Histoire

Photo aérienne prise par Walter Mittelholzer (1919).

Les Tughènes, peuple helvète faisant partie des Kimro-Teutons, selon la terminologie adoptée par Amédée Thierry au XIXe siècle, qui étaient eux-mêmes des Celtes, ont habité la région avant l'occupation romaine.

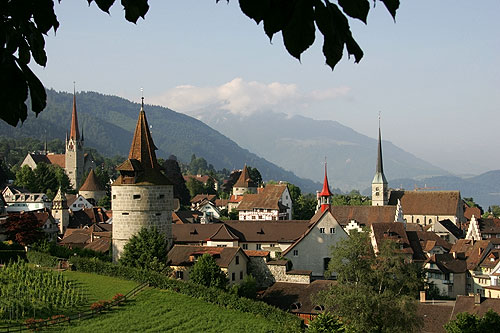
Vue sur la vieille ville.

La famille des Habsbourg, propriétaire de la ville depuis 1273 mais renonçant à la défendre, dut la céder à la Confédération en 1352. Elle la reprit cependant par traité jusqu'à une nouvelle offensive confédérée en 1365. Elle abandonna toute prérogative à l'issue de la bataille de Sempach en 1386, hormis une redevance annuelle qui courut jusqu'en 1415. Incluse dans le canton de Waldstätten de la République helvétique en 1798, Zoug retrouva son autonomie dès 1803.
La ville connaît un important développement économique et démographique durant le XIXe siècle. Les murs de la ville sont détruits pour faire place à de nouveaux bâtiments et aux axes de transport. La gare des Chemins de fer du Nord-Est (ligne Zurich-Lucerne) ouvrit en 1864 au nord-ouest de la ville où un faubourg s'était développé. Pour encourager le tourisme, on aménagea de larges quais dès 1873. Sous le poids des remblais, la rive s'effondra du côté du faubourg le 5 juillet 1887. Deux rangées de maisons disparurent dans le lac et l'on compta onze morts. Cette catastrophe qu'on appelle en allemand "Vorstadtkatastrophe" (catastrophe du faubourg) obligea à concevoir une nouvelle planification ; la rive fut déclarée inconstructible.
Le 27 septembre 2001, Friedrich Leibacher abat quatorze personnes dans la salle abritant le Parlement cantonal, lors de ce qui est appelé la fusillade de Zoug.

## Population et société

### Démographie

#### Évolution de la population
Zoug compte 31 995 habitants fin 2023. Sa densité de population atteint 1481 hab./km2.
Le graphique suivant résume l'évolution de la population de Zoug entre 1850 et 2008 :

#### Pyramide des âges
En 2023, le taux de personnes de moins de 30 ans s'élève à 28,4 %, au-dessous de la valeur cantonale (29,9 %). Le taux de personnes de plus de 60 ans est quant à lui de 24,2 %, alors qu'il est de 25 % au niveau cantonal.
La même année, la commune compte 16 313 hommes pour 15 682 femmes, soit un taux de 51 % d'hommes, supérieur à celui du canton (50,7 %).
| Hommes | Classe d’âge | Femmes |
| ------ | ------------ | ------ |
| 0,7    | 90 ans ou +  | 1,3    |
| 7,3    | 75 à 89 ans  | 9,5    |
| 14,7   | 60 à 74 ans  | 14,8   |
| 24,7   | 45 à 59 ans  | 22,6   |
| 24,1   | 30 à 44 ans  | 23,7   |
| 14,0   | 15 à 29 ans  | 13,4   |
| 14,6   | - de 14 ans  | 14,7   |

| Hommes | Classe d’âge | Femmes |
| ------ | ------------ | ------ |
| 0,5    | 90 ans ou +  | 1,1    |
| 7,2    | 75 à 89 ans  | 9,1    |
| 16,0   | 60 à 74 ans  | 16,1   |
| 23,7   | 45 à 59 ans  | 22,8   |
| 22,2   | 30 à 44 ans  | 21,6   |
| 15,0   | 15 à 29 ans  | 14,5   |
| 15,3   | - de 14 ans  | 14,9   |

### Sports
- EV Zoug, club de hockey sur glace.

### Médias
- Zuger Zeitung, quotidien
- Zuger Presse, hebdomadaire

## Économie

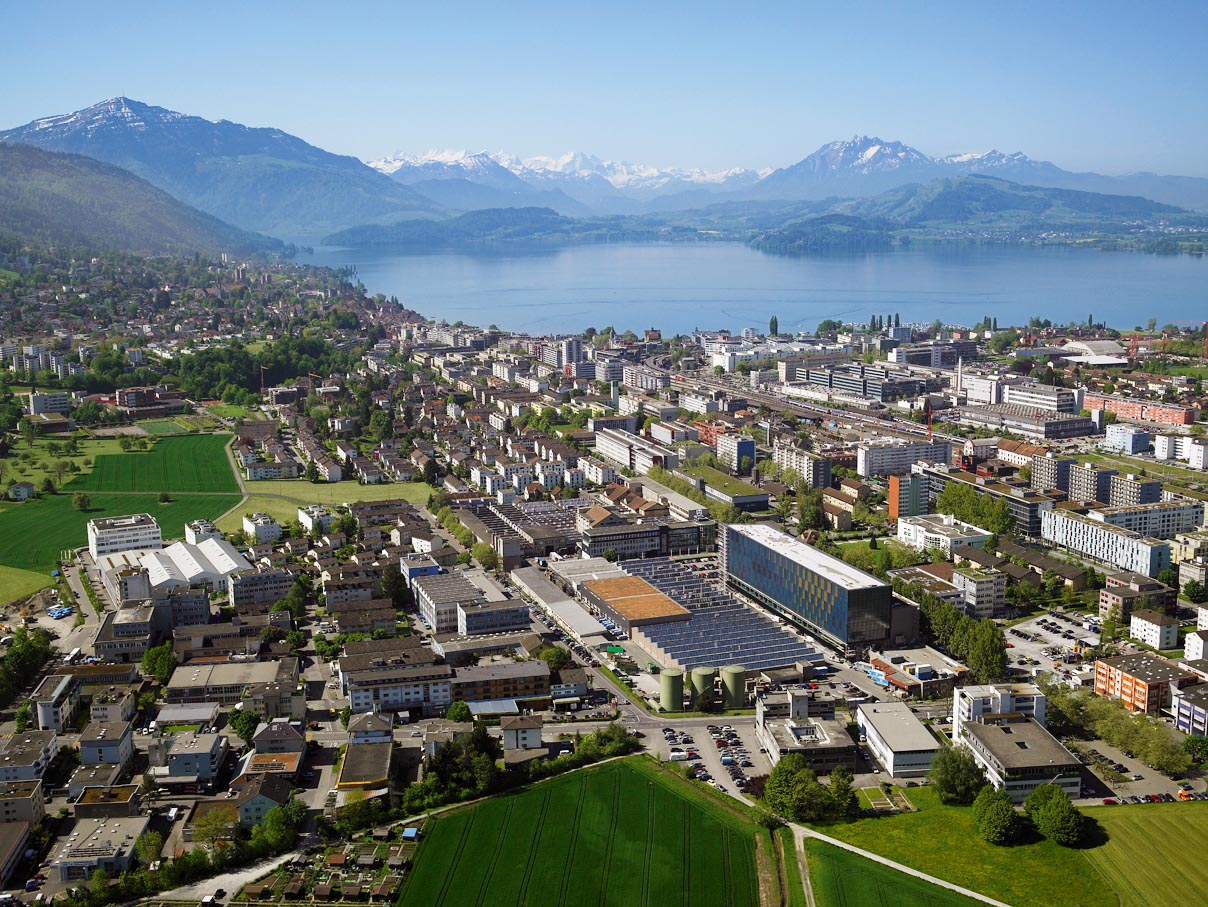
Vue sur Zoug avec le siège de V-Zug au premier plan.

Le canton de Zoug est une des capitales mondiales du courtage des matières premières (trading). Il abrite à ce titre plusieurs sociétés de courtage comme la multinationale minière Glencore ou Crown Resources. La ville est le lieu d'implantation de Xstrata, une autre multinationale minière.
Autres entreprises :
- Alpine Select, société d'investissement ;
- siège pour l'Europe centrale du groupe Amgen, industrie des biotechnologies ;
- Agie-Charmilles, fabricant de machines ;
- Converium, société de réassurance ;
- Crypto AG, société informatique ;
- Zinguerie de Zoug V-ZUG, fabrique d’appareils électroménagers (Groupe Metall Zug) ;
- Xstrata, géant minier ;
- Precious Woods, société d'exploitation durable des bois tropicaux ;
- Bossard, spécialiste de l'approvisionnement en vis ;
- Transocean, une société de gestion de plate-forme pétrolière offshore ;
- Informa, société spécialisée dans l'édition scientifique et professionnelle, la formation continue et l'événementiel managérial ;
- Interactive Brokers, société américaine de courtage en ligne ;
- Shire, société britannique pharmaceutique ;
- EuroChem, producteur russe d'engrais détenu à 90% par l'oligarque russe Andreï Melnichenko, visé en 2022 par des sanctions à la suite de l'invasion de l'Ukraine par la Russie en 2022.

### Crypto Valley
Aussi surnommée Crypto Valley de par les nombreuses entreprises implantées spécialisées dans le secteur des services financiers numériques. C'est aussi la première ville au monde à proposer (pour une période d'essai de 4 ans 2016-2020), le paiement en Bitcoin à ses citoyens (pour les services publics, les impôts...). Après la phase de test, il est possible depuis février 2021 de payer ses impôts en Bitcoin ou en Ethereum dans tout le canton,.

## Culture et patrimoine

### Héraldique
| Blason | Blasonnement : D'argent à la fasce d'azur timbré d'une couronne murale d'or. Commentaires : La ville de Zoug a repris le blason du canton sans aucune modification. Dès 1910, pour le différencier, elle l'a surmonté d'une couronne murale. |

### Architecture
- Maison communale
- Maison Kolin
- Chapelle Sainte-Vérène
- Trompe-l’œil

### Fontaines
- Fontaine de Kolin

### Musées
- Musée de la préhistoire
- Musée des Beaux-Arts
- Musée historico-culturel de la ville et du canton de Zoug

### Spécialités culinaires
La tourte au kirsch est une spécialité de Zoug. Les filets de poisson (féra, truite ou autre) à la zougoise et les champignons à la sauce verte en sont d'autres. Le kirsch de Zoug est protégé par une AOP sous le nom de Zuger Kirsch / Rigi Kirsch AOP.

### Personnalités
- Claudius Dornier (1884-1969), ingénieur aéronautique, mort à Zoug.
- Helen Keiser (1926-2013), auteur de récits de voyage, née et morte à Zoug
- Walo Lüönd (1927-2012), comédien, né à Zoug.
- Hans Hürlimann (1918-1994), conseiller fédéral, mort à Zoug.
- Brigitte McMahon (1967-), championne olympique de triathlon, née à Zoug.
- Johanna Näf (1944-), peintre, sculptrice et photographe suisse, a suivi sa formation musicale à Zoug.
- Dorothea Rust (1955-), performeuse et danseuse suisse, née à Zoug.
- Simonetta Sommaruga, (1960-), femme politique suisse, membre du Parti socialiste et présidente de la Confédération suisse en 2015 et 2020, née à Zoug.
- Nadia Styger (1978-), skieuse.